# Nogometni Klub Dinamo Zagreb 1975-1976
Questa voce raccoglie le informazioni riguardanti il Nogometni klub Dinamo Zagreb nelle competizioni ufficiali della stagione 1975-1976.

## Maglie e sponsor
| Manica sinistra · Maglietta · Manica destra · Pantaloncini · Calzettoni · Calzettoni | Manica sinistra · Maglietta · Manica destra · Pantaloncini · Calzettoni |

## Rosa
| N. |                       | Ruolo | Calciatore          |
| -- | --------------------- | ----- | ------------------- |
|    | Jugoslavia (bandiera) | P     | Milan Šarović       |
|    | Jugoslavia (bandiera) | P     | Željmir Stinčić     |
|    | Jugoslavia (bandiera) | D     | Ivan Bedi           |
|    | Jugoslavia (bandiera) | D     | Čedomir Jovičević   |
|    | Jugoslavia (bandiera) | D     | Džemal Mustedanagić |
|    | Jugoslavia (bandiera) | D     | Srećko Huljić       |
|    | Jugoslavia (bandiera) | D     | Branko Devčić       |
|    | Jugoslavia (bandiera) | D     | Filip Blašković     |
|    | Jugoslavia (bandiera) | D     | Ivica Miljković     |
|    | Jugoslavia (bandiera) | D     | Josip Kuže          |
|    | Jugoslavia (bandiera) | D     | Veljko Tukša        |

| N. |                       | Ruolo | Calciatore      |
| -- | --------------------- | ----- | --------------- |
|    | Jugoslavia (bandiera) | C     | Dragutin Vabec  |
|    | Jugoslavia (bandiera) | C     | Ivica Senzen    |
|    | Jugoslavia (bandiera) | C     | Josip Lalić     |
|    | Jugoslavia (bandiera) | C     | Velimir Zajec   |
|    | Jugoslavia (bandiera) | C     | Rajko Janjanin  |
|    | Jugoslavia (bandiera) | A     | Petar Bručić    |
|    | Jugoslavia (bandiera) | A     | Zlatko Kranjčar |
|    | Jugoslavia (bandiera) | A     | Mario Bonić     |
|    | Jugoslavia (bandiera) | A     | Srečko Bogdan   |
|    | Jugoslavia (bandiera) | A     | Ivica Polijak   |

## Statistiche

### Statistiche di squadra
| Competizione        | Punti | Totale | Totale | Totale | Totale | Totale | Totale | DR  |
| Competizione        | Punti | G      | V      | N      | P      | Gf     | Gs     | DR  |
| ------------------- | ----- | ------ | ------ | ------ | ------ | ------ | ------ | --- |
| Prva Liga           | 44    | 34     | 17     | 10     | 7      | 38     | 23     | +15 |
| Coppa di Jugoslavia | -     | 5      | 4      | 0      | 1      | 11     | 3      | +8  |
| Totale              | -     | 39     | 21     | 10     | 8      | 49     | 26     | +23 |

### Statistiche dei giocatori
| Giocatore    | Prva Liga | Prva Liga |
| Giocatore    | Presenze  | Reti      |
| ------------ | --------- | --------- |
| Bedi         | 16        | -         |
| Blašković    | 26        | -         |
| Bogdan       | 6         | 1         |
| Bručić       | 22        | 1         |
| Devčić       | 4         | -         |
| Huljić       | 18        | -         |
| Janjanin     | 30        | -         |
| Jovičević    | 29        | -         |
| Kranjčar     | 31        | 6         |
| Kuže         | 24        | 1         |
| Lalić        | 6         | -         |
| Miljković    | 33        | 1         |
| Mustedanagić | 12        | -         |
| Poljak       | 9         | -         |
| Šarović      | 6         | -         |
| Senzen       | 27        | 4         |
| Stinčić      | 29        | -         |
| Tukša        | 7         | -         |
| Vabec        | 33        | 19        |
| Zajec        | 30        | -         |